# Przełęcz Maruchska
Przełęcz Maruchska – przełęcz w głównym paśmie Kaukazu. Wysokość: 2739 m n.p.m.